# El Pont d’Armentera
El Pont d’Armentera település Spanyolországban, Tarragona tartományban. El Pont d’Armentera Pontils, Querol, Aiguamúrcia, El Pla de Santa Maria, Cabra del Camp és Sarral, Tarragona községekkel határos. Lakosainak száma 498 fő (2024).

## Népesség
A település népessége az elmúlt években az alábbi módon változott:
| Lakosok száma | 464  | 1292 | 790  | 712  | 587  | 571  | 620  | 561  | 505  | 498  |
|               | 1717 | 1887 | 1936 | 1960 | 1986 | 2004 | 2009 | 2014 | 2019 | 2024 |